# Lichtfabriek
De Lichtfabriek is een voormalige elektriciteits- en gasfabriek in de Waarderpolder gelegen in de Nederlandse gemeente Haarlem. Het gebouwencomplex op het voormalige EBH-terrein stamt uit 1902 en is in gebruik als monumentale evenementenlocatie. Het complex bestaat uit een turbinehal, een oliehuis en een energiehuis. De turbinehal is een rijksmonument, het oliehuisje en het energiehuis zijn gemeentelijke monumenten.
Tot de aanleg van de nabijgelegen woonwijk was de lichtfabriek een vaste locatie voor grote dancefeesten in de turbinehal. Door geluidsoverlast in de nieuwbouwwijk werd overgeschakeld op feesten in het kleinere oliehuisje en het energiehuis en het in beperkte mate geven van grote feesten.